# حصار بورندهار
حصار بورندهار وقعت في صيف عام 1665 و بدأ قبل سلطان مغول الهند أورنكزيب، بعد أن قام زعيم المراثا شاتراباتي شيفاجي، بنهب ميناء مدينة مغول الهند سورت. شيفاجي واصل مداهمة اورانجاباد وهاجم سفن مغول الهند في المحيط الهندي. وردا على ذلك أرسل أورنكزيب واحد من قادته الأكثر خبرة وهو ميرزا رجا جاي سينغ.